# Llorenç Juanola i Gibert
Llorenç Juanola i Gibert (1864-1931) fou un músic de cobla i compositor de sardanes.
Les primeres notícies del compositor ens porten a principis del segle xx, a Tortellà, la Garrotxa, on trobava amb set fills, sis dels quals nois i tots, excepte el més menut, inclinats per l'activitat musical dins la sardana.
L'any 1910 tota la família es trasllada a Manresa on aniran alternant l'activitat de culleraires amb la musical. Allà hi formen la cobla Normal, que més endavant adoptaria el noms d'Els Forasters, La Principal, i finalment La Principal de Bages. Cal remarcar que a la cobla hi tocaven el pare i els seus cinc fills Jaume, Francesc, Josep, Rafael i Salvador. És per aquest motiu que sovint la cobla s'identificava amb el nom dels Culleraires o els Juanola.
El fill més petit, Narcís, nascut el 1907, s'hi incorporaria més tard. L'any 1953 hi entra el fill d'en Rafael, Josep, que substitueix al seu germà gran.
Llorenç Juanola, que era intèrpret de tible i tenora, va escriure cinc sardanes normals i alguna de curta.